# 章姫

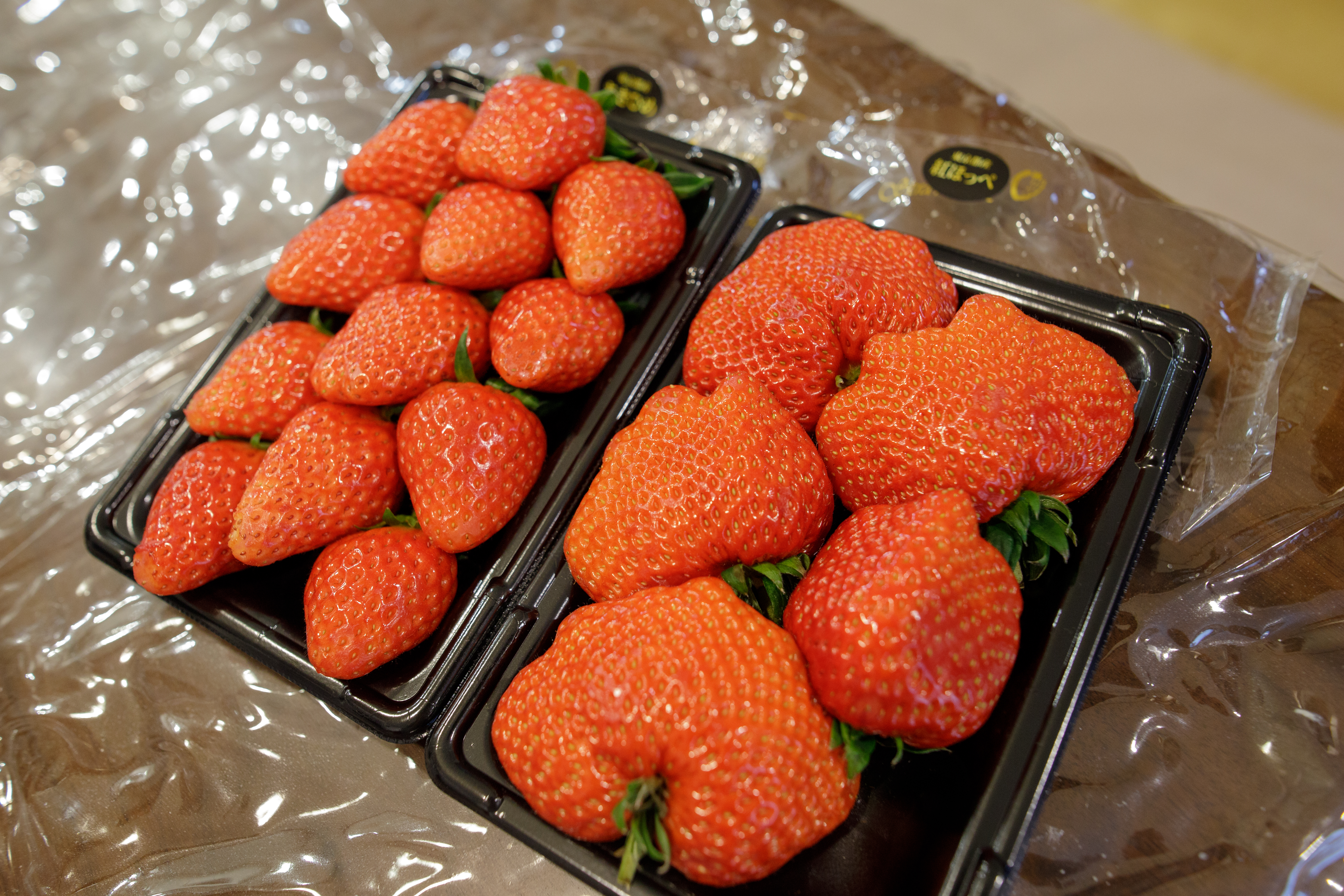
章姫（左）と紅ほっぺ（右）

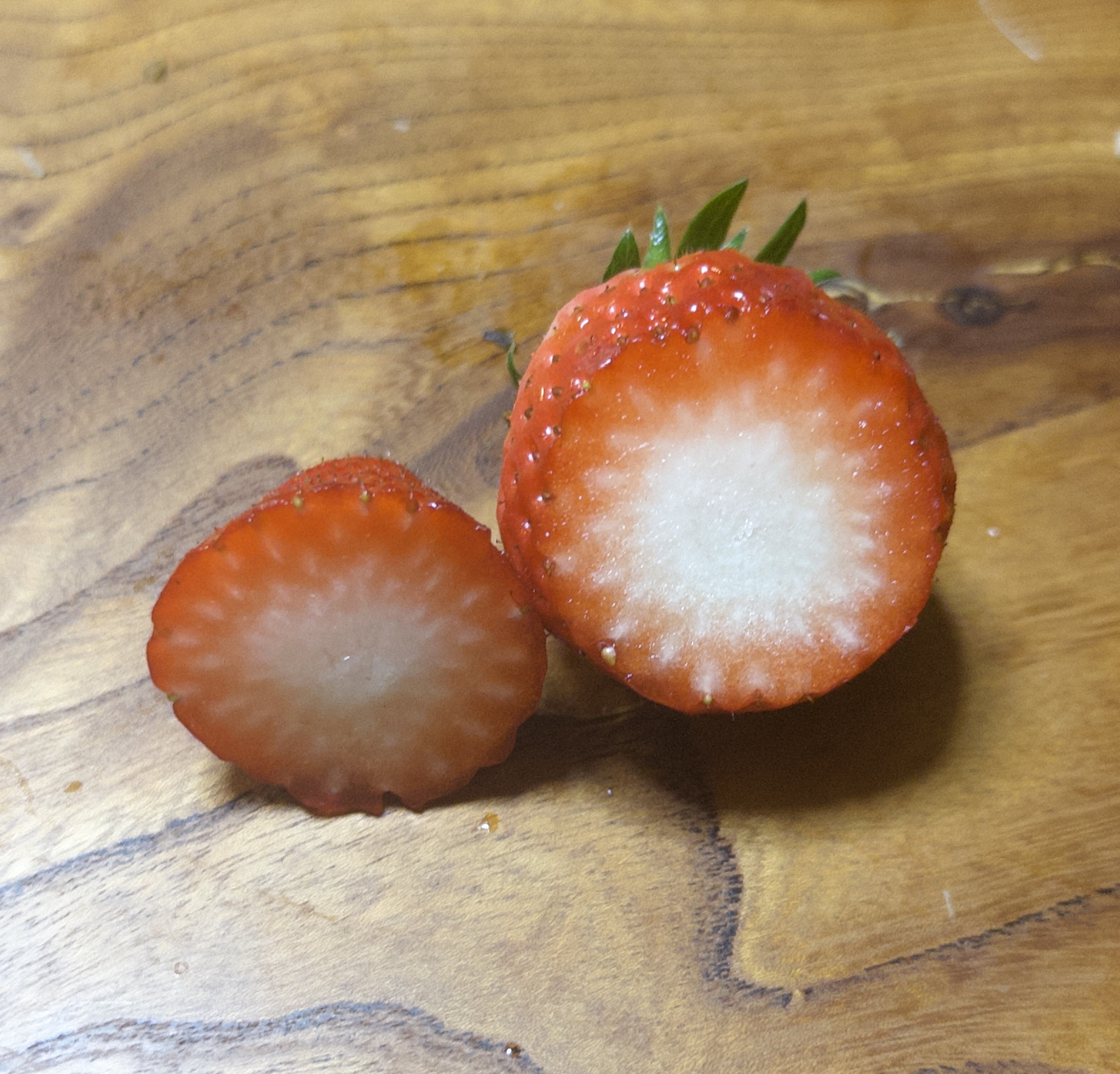
章姫 断面

章姫（あきひめ）は、イチゴの品種。静岡県静岡市のイチゴ農家萩原章弘が1992年（平成4年）に開発した品種であり、静岡イチゴの代表として親しまれてきた。章姫の日本における品種登録期間が2007年（平成19年）1月に満了となったため、静岡県では後継品種である紅ほっぺに生産を切り替えている。

## 開発の経緯
萩原章弘が久能早生（くのうわせ）と女峰を掛け合わせて育成した。収穫量が多いこと、甘みが強いことが特徴で、甘みが強く、摘花を行うことで大玉になる率が上がる。宝交早生と比較した場合、章姫のほうが果実が大きく、酸味が弱い。完熟した場合は果皮が軟らかいので輸送には不向きである。
萩原章弘は1999年（平成11年）に亡くなったが、息子である萩原和弘が育種元の後継となっている。

## 生産量
静岡県の調べでは、静岡県内におけるイチゴの生産量のうち、1993年（平成5年）時点では女峰が70%で章姫は12%にすぎなかったが、1996年（平成8年）には章姫が75%、女峰が18%と逆転している。2010年（平成22年）には紅ほっぺが82%、章姫は18%と大きく割合を減らしている。

## 韓国における権利侵害問題
韓国では育種元である萩原和弘の許可を得ずに章姫が大量栽培されている。韓国市場では輸入された日本産章姫よりも3割程度安い価格で韓国産章姫が販売されている。また韓国から日本へ韓国産章姫の輸出も行われている。2006年ごろの韓国市場シェアは章姫と同じく日本より流出した品種であるレッドパールとで80%を超えていた。
萩原和弘は2006年（平成18年）に韓国の生産者に対し「栽培許可料」の支払い、および日本産章姫の最盛期に韓国産章姫を輸出しないよう要請したが、韓国の生産者からは無回答で交渉決裂した。
テレビ静岡では、この問題を取り上げたドキュメンタリー番組『章姫～父が残したイチゴ～』を製作し、2007年7月23日深夜2時55分から3時50分に放送した。この番組は第16回FNSドキュメンタリー大賞のノミネート作品となった。
その後、韓国内では章姫ととちおとめを交配してクムヒャン（錦香）、レッドパールと章姫を交配してソルヒャン（雪香）、章姫と栃の峰を交配してメヒャン（梅香）といった交配種を韓国内で品種登録し、韓国市場の占有率も高まっている。

## 中国における栽培
中国においては、「奶油草莓」という名前で大量栽培されている。1996年に遼寧省に初めて栽培用に章姫の苗木が「導入」された。